# Miguel Flores Vargas
Miguel Luis Flores Vargas (14 de noviembre de 1962) es un abogado y político chileno. Fue subsecretario de Desarrollo Regional y Administrativo de Chile entre 2010 y 2014.

## Datos biográficos
En 1981 entró a estudiar Historia en la Pontificia Universidad Católica de Chile, sin embargo tras un año en esa carrera decide cambiarse a Derecho en la misma universidad. Ahí conoció a Jaime Guzmán, y se integró a las filas del gremialismo, siendo miembro fundador de la Unión Demócrata Independiente (UDI) en 1983. Realizó un posgrado en Humanidades en la Universidad Adolfo Ibáñez.
Ha trabajado como asesor legal de las municipalidades de Providencia y Vitacura, y fue director de Desarrollo Comunitario en la municipalidad de San Joaquín. También forma parte de la Fundación Jaime Guzmán, en donde ha sido director del Área Municipal y director Ejecutivo.
El 11 de marzo de 2010 asumió como subsecretario de Desarrollo Regional y Administrativo de Chile en el gobierno del presidente Sebastián Piñera.